# Ferslev Sogn (Frederikssund Kommune)
 For alternative betydninger, se Ferslev Sogn. (Se også artikler, som begynder med Ferslev Sogn)
Ferslev Sogn er et sogn i Frederikssund Provsti (Helsingør Stift).
I 1800-tallet var Vellerup Sogn anneks til Ferslev Sogn. Begge sogne hørte til Horns Herred (Sjælland) i Frederiksborg Amt. Ferslev-Vellerup sognekommune blev ved kommunalreformen i 1970 indlemmet i Skibby Kommune, der ved strukturreformen i 2007 indgik i Frederikssund Kommune.
I Ferslev Sogn ligger Ferslev Kirke.
I sognet findes følgende autoriserede stednavne:
- Egebjerg (bebyggelse)
- Egholm Hgd. (bebyggelse, ejerlav)
- Ferslev (bebyggelse)
- Ferslev By (bebyggelse, ejerlav)
- Ferslev Mark (bebyggelse)
- Hammer Bakke (areal)
- Rendebæk (bebyggelse)
- Røgerup (bebyggelse)
- Røgerup By (bebyggelse, ejerlav)
- Røgerup Old (bebyggelse)
- Skallehage (bebyggelse)
- Stolpegårdshuse (bebyggelse)
- Svanholm Hgd. (landbrugsejendom, ejerlav)
- Vejleby (bebyggelse)
- Vejleby By (bebyggelse, ejerlav)
- Venslev (bebyggelse)
- Venslev By (bebyggelse, ejerlav)